# Karim El Ahmadi
Karim El Ahmadi Aroussi (Enschede, 3 de fevereiro de 1990), é um ex-futebolista neerlandês naturalizado marroquino que atuava como meio-campo.

## Carreira
Karim El Ahmadi fez parte do elenco da Seleção Marroquina de Futebol no Campeonato Africano das Nações de 2012, 2013 e 2017, e da Copa do Mundo de 2018.

## Títulos
Feyenoord
- Eredivisie: 2016–17
- Copa dos Países Baixos: 2015–16, 2017–18
- Supercopa dos Países Baixos: 2017

### Prêmios individuais
- Futebolista Neerlandês do Ano: 2016–17